# تشاد مارشال (مخرج)
تشاد مارشال (بالإنجليزية: Chad Marshall)‏ هو منتج أفلام ومخرج أمريكي، ولد في 15 يوليو 1971 في يانغون في ميانمار.

## وصلات خارجية
- تشاد مارشال على موقع IMDb (الإنجليزية)
- تشاد مارشال على موقع أول موفي (الإنجليزية)
- تشاد مارشال على موقع كينوبويسك (الروسية)